# Bitwa pod Zwoleniem (1946)
Bitwa pod Zwoleniem – starcie zgrupowania oddziałów partyzanckich Związku Zbrojnej Konspiracji Tadeusza Życkiego „Beliny”, Włodzimierza Kozłowskiego „Oriona”, Stefana Nowackiego „Zagóry”, Mariana Sadowskiego „Dzidy” pod dowództwem Franciszka Jerzego Jaskulskiego „Zagończyka”, liczącego około 130 ludzi, z Grupą Operacyjną NKWD-UB-Armii Czerwonej, 15 czerwca 1946 roku pod Zwoleniem.

## Historia
Zgrupowanie „Zagończyka” rozpoczęło marsz na Powiatowy Urząd Bezpieczeństwa Publicznego w Kozienicach w celu odbicia aresztowanych członków podziemia. W celu zdobycia samochodów Zagończyk postanowił uderzyć na oddziały Armii Czerwonej. W miejscowości Podgóra, na trasie Radom–Zwoleń, około 100-osobowy oddział Jaskulskiego przygotował zasadzkę. Wpadła w nią kolumna radziecka złożona z 30 samochodów. Po krótkiej walce przejęto 9 aut, reszta została uszkodzona w walkach. Kierowcy samochodów, a także grupa szoferów Armii Czerwonej podróżujących jednym z samochodów, zostali następnie rozstrzelani. Na zdobytych samochodach partyzanci udali się do Zwolenia. Tutaj rozbili posterunek Milicji Obywatelskiej i zerwali wszystkie linie telefoniczne. Ruszyli dalej w kierunku Kozienic. Na drodze napotkali oddział Armii Czerwonej transportujący konie. Wywiązała się wielogodzinna bitwa. Z odsieczą żołnierzom radzieckim przybyła grupa operacyjna UB i oddział NKWD. Wobec przeważających sił wroga żołnierze „Zagończyka” wycofali się w kierunku pobliskiego masywu leśnego. Za nim, we wsi Sucha, rozpuszczono zgrupowanie.
Tymczasem oddziały radzieckie i UB rozpoczęły pacyfikację wiosek znajdujących się w pobliżu miejsca potyczki. Łącznie w Jedlance, Strykowicach Górnych i Zwoleniu spalono co najmniej 28 domów. Czerwonoarmiści rabowali obejścia i gwałcili kobiety.
Była to jedna z największych bitew pomiędzy podziemiem poakowskim a siłami komunistycznymi w regionie. W wyniku starcia pod Zwoleniem oddziały radzieckie straciły przeszło 40 zabitych i 16 rannych. Partyzanci stracili około 6 żołnierzy.